# 迪尔基兴
迪尔基兴是德国莱茵兰-普法尔茨州的一个市镇。总面积8.10平方公里，总人口521人，其中男性253人，女性268人（2011年12月31日），人口密度64人/平方公里。